# Olivia Grüner
Pour les articles homonymes, voir Grüner.
Olivia Grüner, née le 4 mars 1969, est une coureuse de fond allemande. Elle a remporté le titre de championne du monde de course en montagne 1985.

## Biographie
Elle connaît une carrière fulgurante mais brève. En 1984, à 15 ans, elle remporte ses premières victoires devant les seniors. Elle remporte les courses du Cervin et du Kitzbüheler Horn. Elle termine 16e du marathon de Berlin en 2 h 51 min 46 s. L'année suivante, elle remporte le marathon de Munich en battant sa mère Annemarie.
À San Vigilio di Marebbe, elle décroche le titre de championne du monde de course en montagne 1985. Elle remporte également la médaille d'argent au classement par équipes avec Christiane Fladt et sa mère,.
En 1986, elle remporte à nouveau le marathon de Munich en 2 h 38 min 51 s. Elle pèse alors 31 kg. Elle prend part aux championnats du monde junior d'athlétisme 1986 et termine sixième du 10 000 m. Elle remporte ensuite la course de montagne du Hochfelln et devient ainsi championne d'Allemagne de course en montagne.
Elle signe son meilleur temps sur le semi-marathon de la Haye 1987 en 1 h 14 min 30 s. Lors des championnats d'Allemagne de 25 kilomètres, elle abandonne à mi-course, le premier abandon de sa carrière. Elle est ensuite diagnostiquée d'anorexie mentale et ne pèse alors plus que 28 kg. Elle suit alors un traitement dans une clinique spécialisée à Chiemsee pour reprendre du poids. Elle se retire de la compétition et entreprend ensuite des études d'assistante en technique médicale. Elle s'essaie ensuite au moto-cross mais une chute en 1992 lui vaut une fracture comminutive de la cheville. Elle se bat alors pour récupérer sa mobilité. Elle se met ensuite au VTT, puis au duathlon et revient ensuite à la course à pied, à un rythme plus tranquille.

## Palmarès

### Route
| Année | Compétition              | Lieu    | Place | Épreuve       | Performance     |
| ----- | ------------------------ | ------- | ----- | ------------- | --------------- |
| 1984  | Marathon de Berlin       | Berlin  | 16e   | Marathon      | 2 h 51 min 46 s |
| 1984  | Semi-marathon du Tessin  | Tenero  | 1re   | Semi-marathon | 1 h 20 min 24 s |
| 1985  | Marathon du Bienwald     | Kandel  | 2e    | Marathon      | 2 h 46 min 52 s |
| 1985  | Marathon de Munich       | Munich  | 1re   | Marathon      | 2 h 45 min 52 s |
| 1985  | Grand Prix de Berne      | Berne   | 2e    | 10 miles      | 58 min 49 s     |
| 1986  | Marathon de Munich       | Munich  | 1re   | Marathon      | 2 h 38 min 51 s |
| 1987  | Semi-marathon de la Haye | La Haye | 6e    | Semi-marathon | 1 h 14 min 30 s |

### Course en montagne
| no  | féminin       | Course                                         | Longueur | Départ            | Temps           |
| --- | ------------- | ---------------------------------------------- | -------- | ----------------- | --------------- |
|     | Médaille d'or | Course du Cervin                               | 12 km    | 8 juillet 1984    | 1 h 14 min 2 s  |
|     | Médaille d'or | Course de montagne du Kitzbüheler Horn         | 12,9 km  | 26 août 1984      | 1 h 13 min 18 s |
| 37e | Médaille d'or | Course du Cervin                               | 12 km    | 14 juillet 1985   | 1 h 10 min 44 s |
| 1re | Médaille d'or | Trophée mondial de course en montagne          | 6 km     | 23 septembre 1985 | 26 min 20 s     |
|     | Médaille d'or | Course de montagne du Danis                    | 10,4 km  | 6 juillet 1986    | 48 min 26 s     |
|     | Médaille d'or | Championnats d'Allemagne de course en montagne | 8,9 km   | 28 septembre 1986 | 49 min 22 s     |

## Records
| Épreuve       | Performance     | Date             | Lieu         |
| ------------- | --------------- | ---------------- | ------------ |
| 5 000 mètres  | 16 min 42 s 41  | 23 août 1986     | Waldkraiburg |
| 10 000 mètres | 34 min 27 s 32  | 6 septembre 1986 | Wetzlar      |
| 10 miles      | 58 min 49 s     | 18 mai 1985      | Berne        |
| Semi-marathon | 1 h 14 min 30 s | 18 mai 1985      | La Haye      |
| Marathon      | 2 h 38 min 41 s | 4 mai 1986       | Munich       |